# Michele Motta
Michele Motta (Oreno di Vimercate, 12 de setembre de 1921 - Lissone, 25 de març de 1980) va ser un ciclista italià que fou professional entre 1946 i 1950.

## Palmarès
- 1942
  - 1r a la Medaglia d'Oro Città di Monza
  - 1r a la Coppa del Re
- 1944
  - 1r al Trofeu Baracchi
- 1945
  - 1r al Trofeu Baracchi
  - 1r a la Coppa San Geo
  - 1r a la Coppa del Re
- 1955
  - 1r al Giro del Lazio

### Resultats al Giro d'Itàlia
- 1946. Abandona
- 1947. Abandona